# (37266) 2000 XG18
2000 XG18 (asteroide 37266) é um asteroide da cintura principal. Possui uma excentricidade de 0.06018220 e uma inclinação de 11.69246º.
Este asteroide foi descoberto no dia 4 de dezembro de 2000 por LINEAR em Socorro.